# Huis te Meerdervoort
Het Huis te Meerdervoort stond in de Nederlandse plaats Zwijndrecht, provincie Zuid-Holland. Meerdervoort was oorspronkelijk een zelfstandig dorp en heerlijkheid, maar het dorp werd in 1855 bij Zwijndrecht gevoegd. De heerlijkheid is begin 20e eeuw met woningen bebouwd. Het huis zelf is in 1848 afgebroken, maar de huislocatie is als park behouden.

## Geschiedenis
Nadat de Zwijndrechtse Waard in 1332 was bedijkt, werd Claes Willemszoon van Meerdervoort door graaf Willem III met het gebied beleend dat hierna de ambachtsheerlijkheid Meerdervoort zou worden. In 1338 stichtte Claes de hofstede Meerdervoort, maar dit was vermoedelijk meer een omgrachte versterkte hoeve dan een echt kasteel. Rond 1400 werd deze hoeve aangeduid als een ‘steene camer’ en ‘De Edele Hoeve’.
De laatste mannelijke nazaat uit de familie Van Meerdervoort was Adriaen Claeszoon, gehuwd met Digna van der Meer. Hij overleed in 1526 en liet de heerlijkheid en het huis na aan zijn jongste dochter Geertruyt. Zij liet het weer na aan haar zoon Willem van Horion.

### Pompe van Meerdervoort
Willem van Horion overleed in 1608, waarna Meerdervoort overging naar zijn echtgenote Sophia van Bellinckhuyse. Zij verhuisde naar Waals-Brabant en verkocht Meerdervoort aan Michiel Pompe. Door deze aankoop ging de familie zich voortaan Pompe van Meerdervoort noemen. Het huis werd door de familie gebruikt als buitenplaats en ze legde een tuin in Hollands-classicistische stijl aan.
Het huis werd in 1723 door Johan Diederik Pompe van Meerdervoort vervangen door een classicistisch herenhuis en de tuin werd in Franse stijl aangepast. Waarschijnlijk eind 18e eeuw werd begonnen met het omvormen van de tuin naar een Engelse landschapsstijl.
De laatste eigenaar uit de familie was Abraham Pompe van Meerdervoort. Hij overleed in 1827, waarna het huis en heerlijkheid via een openbare veiling in herberg de Steenen Kamer werden verkocht aan Hendrik Kuipers, een Dortse koopman.

### Afbraak
Na het overlijden van Kuipers in 1840 werd Meerdervoort opnieuw openbaar verkocht. De nieuwe eigenaar was Julius Bernhard Sichel, een bankier uit Amsterdam. Hij liet in 1848 zowel het landhuis als de herberg afbreken; alleen het koetshuis en toegangshek bleven behouden. Het koetshuis werd verbouwd tot twee woningen, maar zou eind 19e eeuw alsnog worden gesloopt.
In 1902 kocht de gemeente Zwijndrecht de heerlijkheid Meerdervoort aan om er woningen te bouwen. In 1917 ontwikkelde Bouwvereeniging Zwijndrecht, samen met Jurgens Oliefabrieken, het Tuindorp Meerdervoort met ongeveer 250 arbeiderswoningen. Bij de bouw was rekening gehouden met het oude grachtenpatroon van de buitenplaats Meerdervoort. Het omgrachte huisterrein werd onderdeel van een park.
Het toegangshek is in 1920 verplaatst naar het fabrieksterrein van Jurgens. In de jaren 60 werd het hek alsnog afgebroken door een sloper in Schiedam. Later bleek het te zijn verhuisd naar de Pomonatuin te Groenlo.

## Beschrijving
Op 17e-eeuwse tekeningen staat Meerdervoort afgebeeld als een typisch adellijk huis, bestaande uit een woonvleugel en een traptoren. De woonvleugel had twee bouwlagen en een zadeldak tussen trapgevels. Bij het huis stonden bijgebouwen, waarschijnlijk ten behoeve van het boerenbedrijf. De tuin in Hollands-classicistische stijl had vierkante parterres en hoge hagen, die op de hoeken de vorm van paviljoens hadden gekregen.
In 1723 werd het verouderde huis vervangen door een nieuw, classicistisch herenhuis dat beter paste bij de Franse stijl die toen populair was. Ook de tuin werd gemoderniseerd naar een Franse stijl. Eind 18e eeuw is begonnen om de tuin om te vormen naar de Engelse landschapsstijl. 
In 1848 werd het huis gesloopt. Het koetshuis volgde eind 19e eeuw. 

### Steenen Kamer
Al vóór 1570 was er in de heerlijkheid Meerdervoort, aan de rivier, een herberg die Rechthuis of Steenen Kamer werd genoemd. Deze herberg vervulde meerdere functies: er werd recht gesproken, het was de vergaderlocatie van het dijkcollege van de Zwijndrechtse Waard en van het gemeentebestuur van Meerdervoort, en er was een kolfbaan aanwezig. De herbergier zelf was tevens veerman: hij exploiteerde het voetveer tussen Meerdervoort en Dordrecht. Inwoners van Dordrecht gebruikten het veer om onder andere de kolfbaan te bezoeken, bier te drinken of te wandelen rondom het adellijke huis.
In 1848 werd de Steenen Kamer afgebroken.

## Afbeeldingen

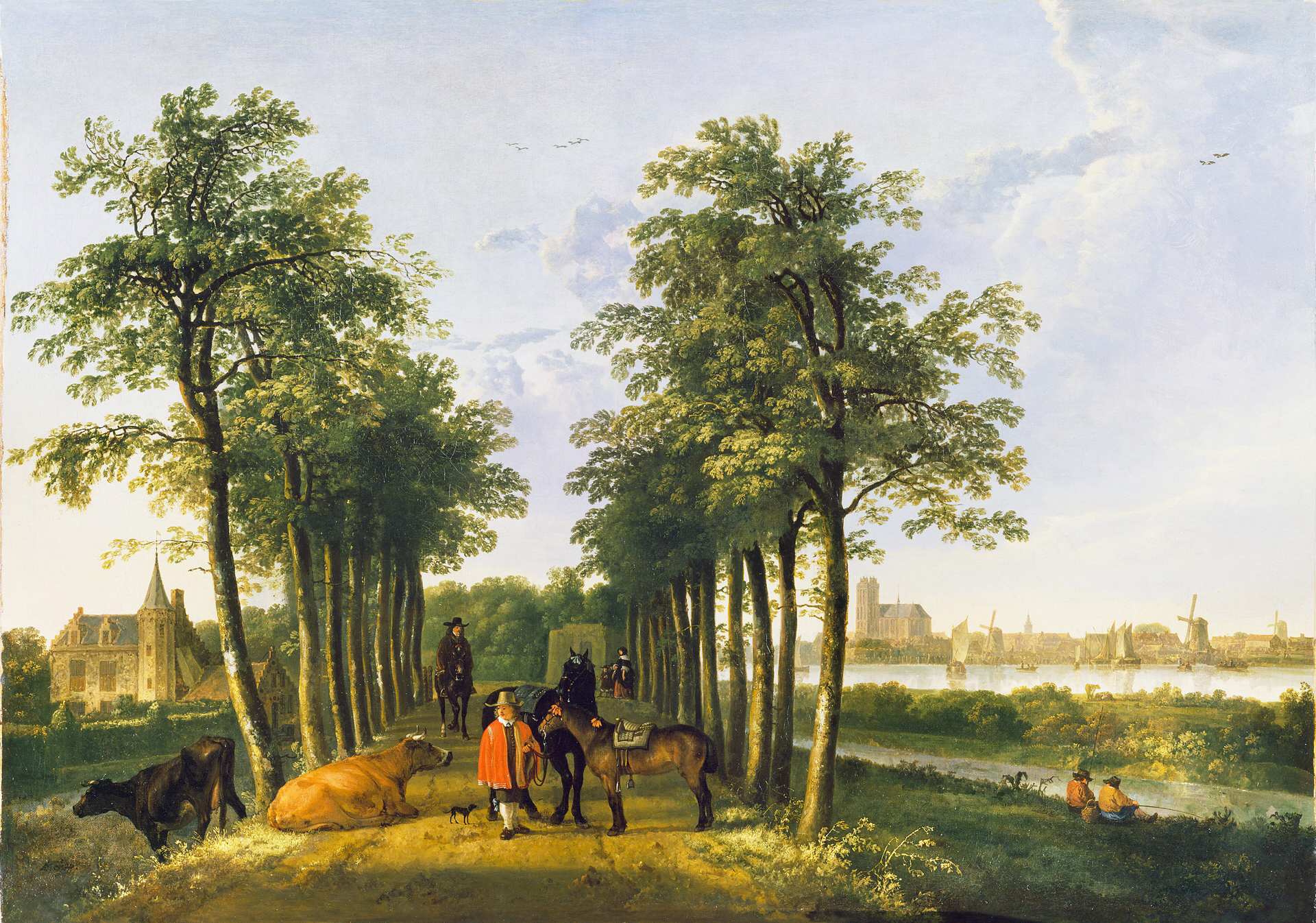
De weg naar Meerdervoort, door Albert Cuyp (geschilderd rond 1650). Links staat het kasteel.
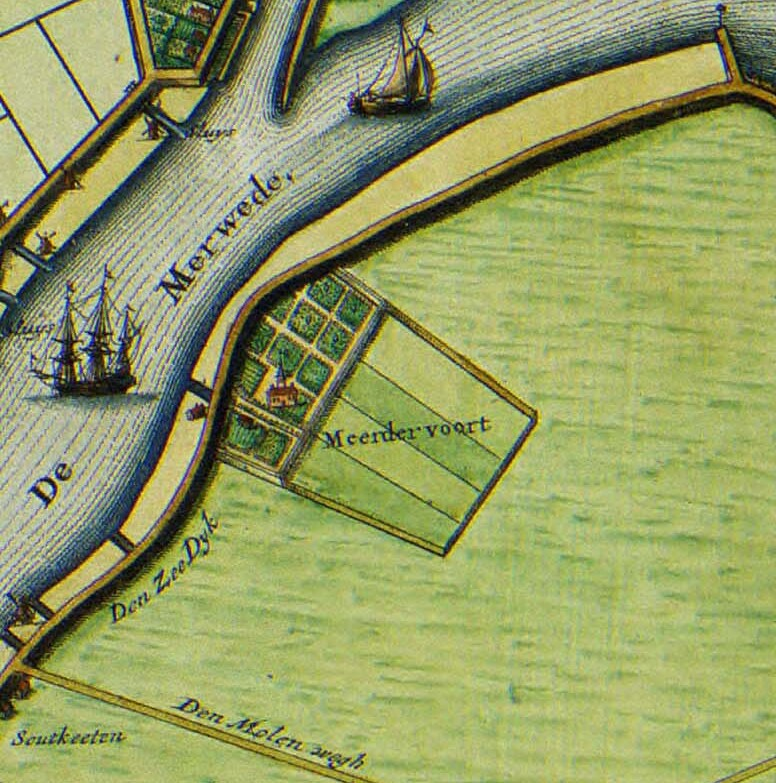
Meerdervoort in 1673
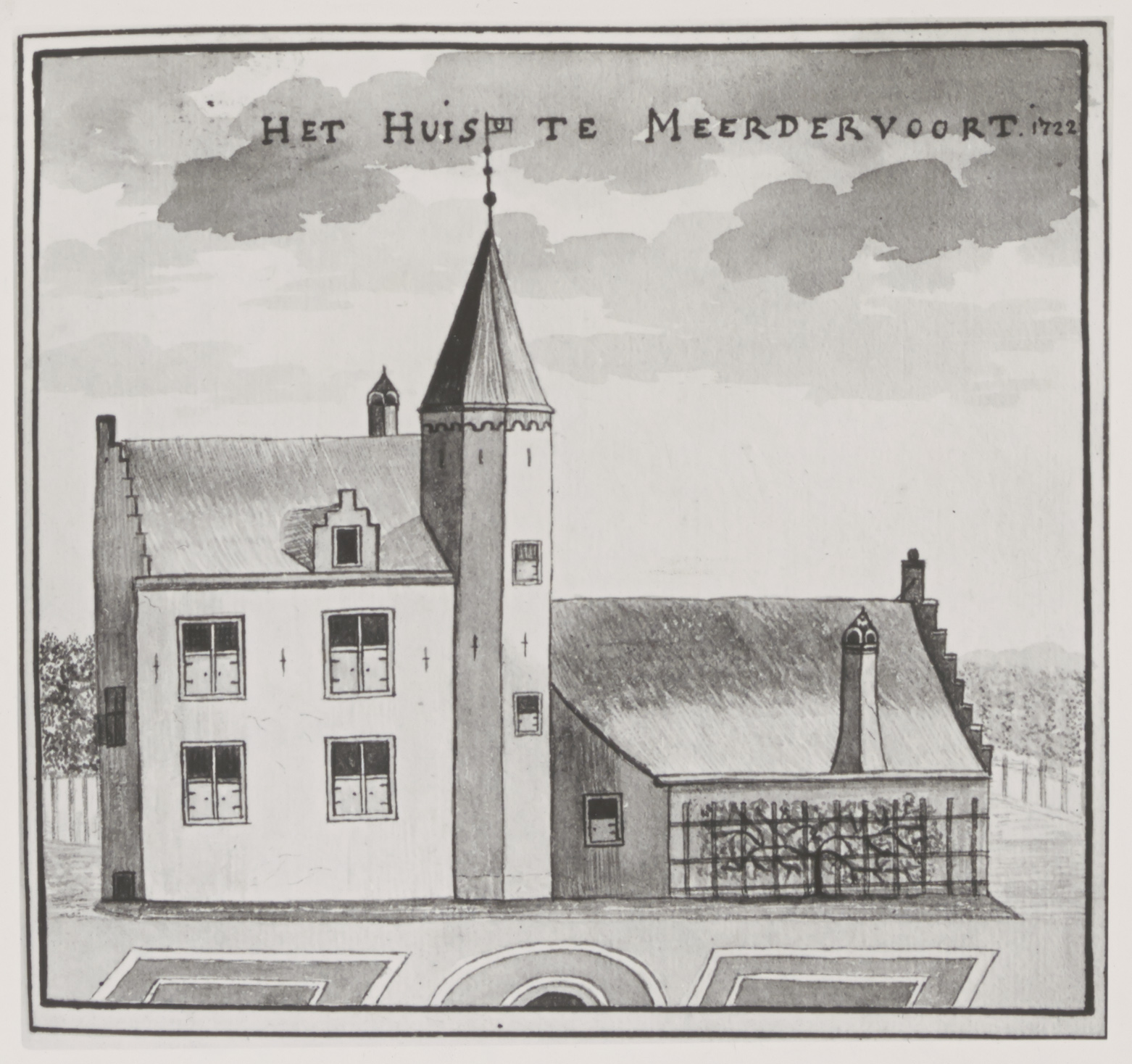
Het Huis te Meerdervoort, 18e eeuw.
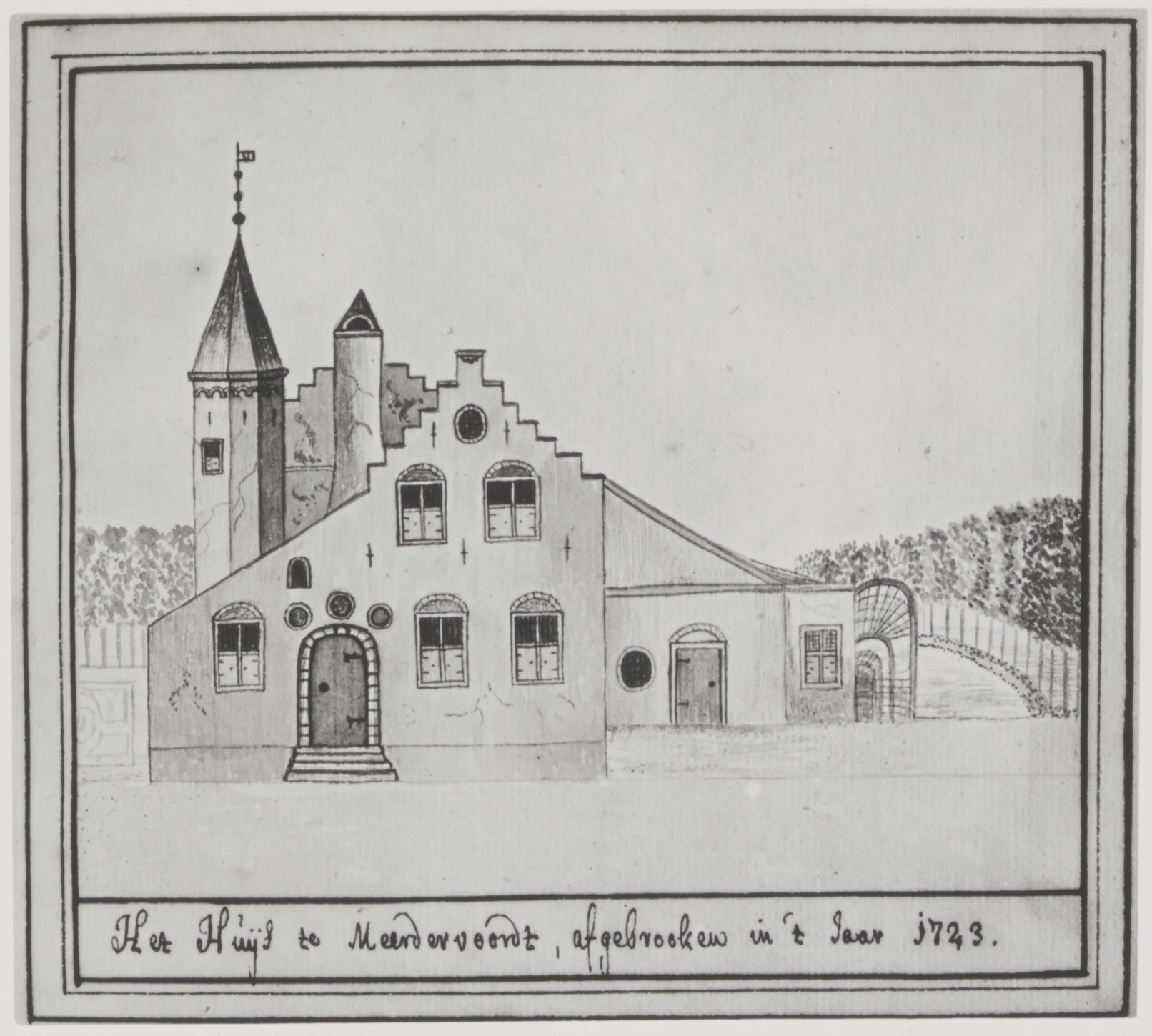
Huis te Meerdervoort, van voren gezien, 18e eeuw
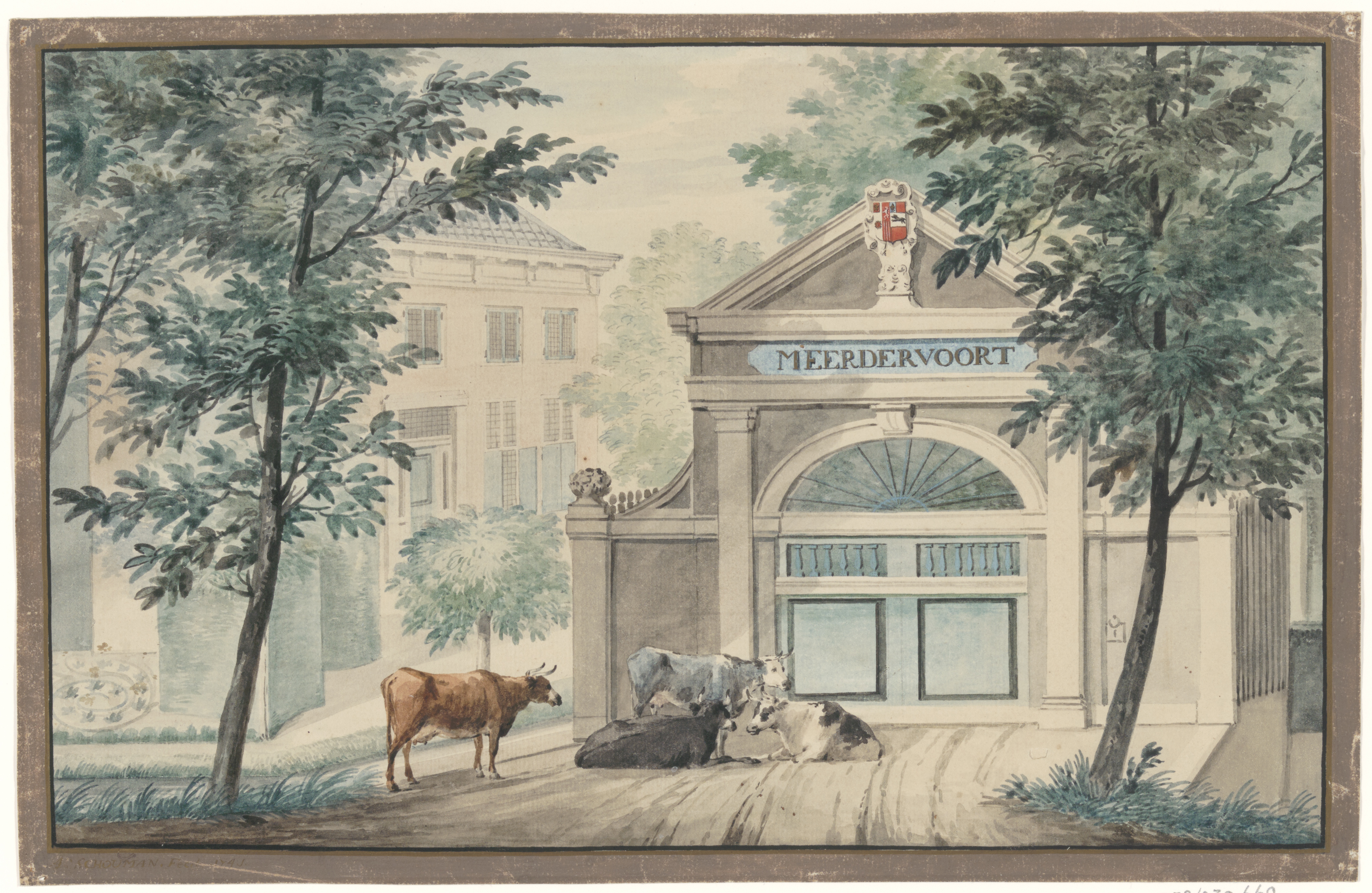
Het huis rond 1740
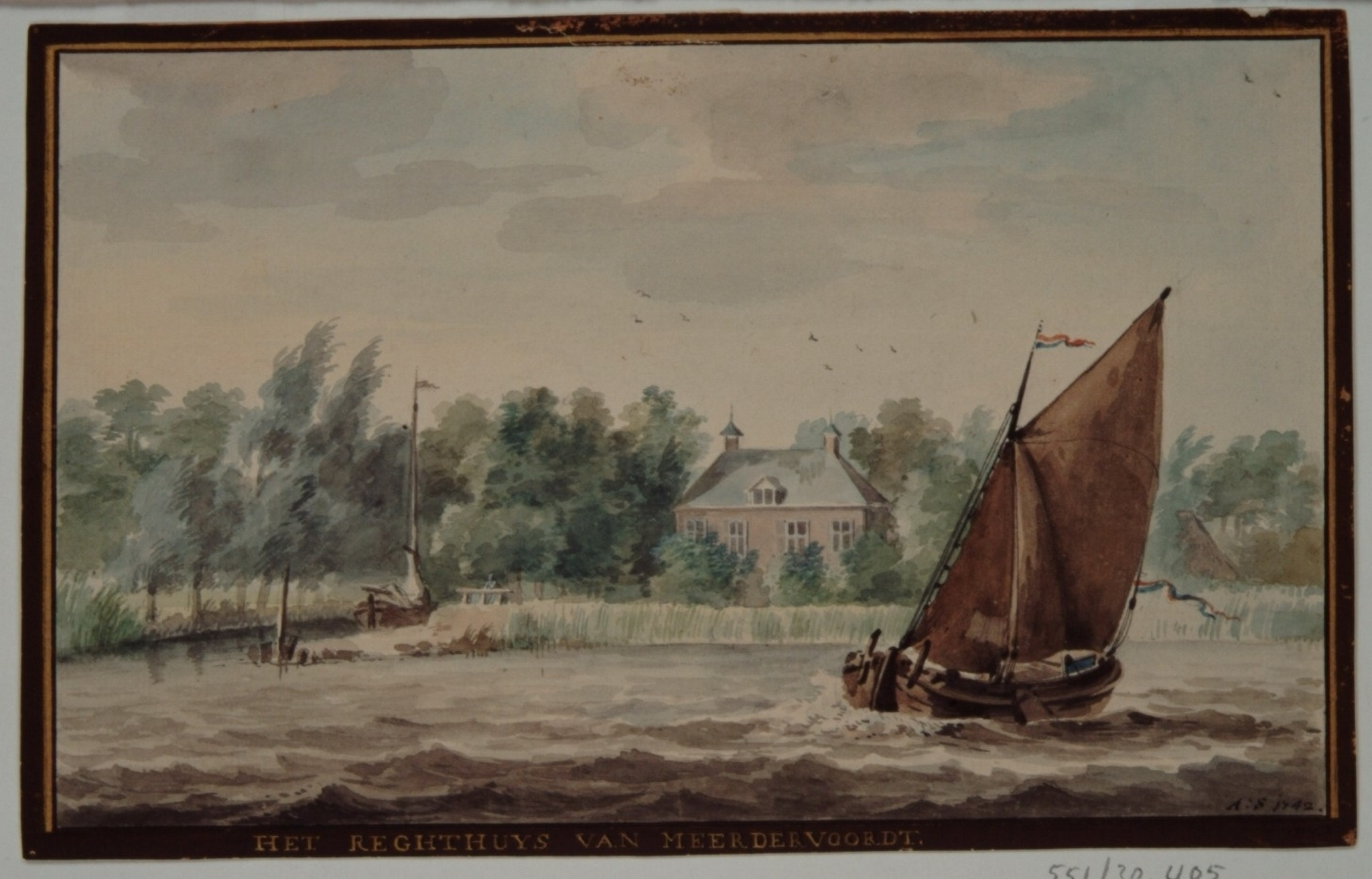
Het Rechthuis van Meerdervoort, de zogenaamde Steenenkamer, gezien vanaf de rivier (1752)
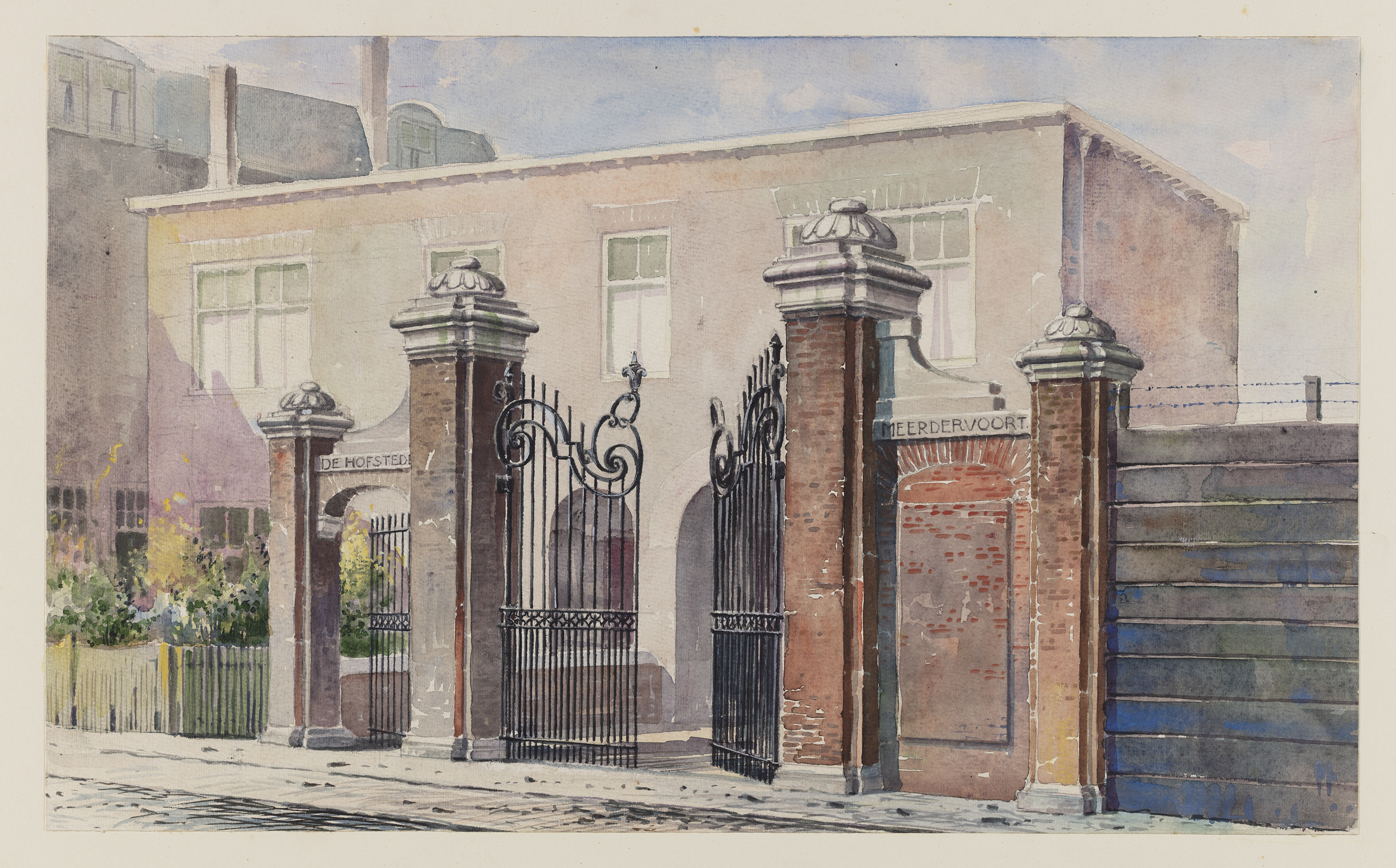
Het toegangshek van de Hofstede Meedervoort, voor de fabriek van Jurgens (1937)